# Babar (Khenchela)
Babar (în arabă بابار) este o comună din provincia Khenchela, Algeria.
Populația comunei este de 34.844 de locuitori (2008).